# Miss Universo España 2017
Miss Universo España 2017 (en inglés y oficialmente Miss Universe Spain 2017) fue la 5.ª edición del certamen Miss Universo España. Se llevó a cabo el 24 de septiembre de 2017 en el Teatro Fortuna de Benalmádena (Málaga).
La ganadora representó a España en Miss Universo 2017. La primera finalista fue al Miss Grand Internacional 2017 mientras tanto la segunda finalista fue al Reina Hispanoamericana 2017.

## Resultados
| Posiciones                | Candidata |
| ------------------------- | --- |
| Miss Universo España 2017 | - Castilla-La Mancha - Sofía del Prado |
| 1.ª finalista             | - Guipúzcoa - Sárah Loinaz |
| 2.ª finalista             | - Madrid - Raquel Arias |
| 3.ª finalista             | - Las Palmas - Daira Santana |
| 4.ª finalista             | - Tenerife - Ana Brenda Méndez |
| 5.ª finalista             | - Granada - Altagracia Arcos |
| Top 12                    | - Alicante - Jácqueline Camarero - Cáceres - María del Pilar Magro - La Rioja - María Dolores Liberal - Lugo - Jéssica González - Sevilla - Candela Garrido - Valencia - Verónica de Tena                                  |
| Top 20                    | - Baleares - Yasmina Ruiz - Cadiz - Silvia Puertas - Huelva - Bibiana Miranda - Málaga - María José García - Melilla - Laura Gallardo - Pontevedra - Laura González - Tarragona - Anna Aznar - Vizcaya - Estefanía Montoya |

### Premios especiales
| Premio Especial                                                | Candidata                |
| -------------------------------------------------------------- | ------------------------ |
| Miss Amistad (votado por las candidatas del concurso)          | Teruel - Nerea Moreno    |
| Mejor Traje Típico (votado por un panel de la organización)    | Ceuta - Fátima Santano   |
| Miss Fotogénica (votado por el fotógrafo oficial del certamen) | Guipúzcoa - Sárah Loinaz |

## Candidatas
Estas son las cuarenta candidatas oficiales del Miss Universo España 2017, la cual fueron elegidas por castings o concursos provinciales.
| Representa         | Candidata                        | Edad | Altura          | Ciudad de residencia   |
| ------------------ | -------------------------------- | ---- | --------------- | ---------------------- |
| Álava              | Paula Gatón Gómez de Segura      | 21   | 1,75 m (5′ 9″)  | Vitoria                |
| Alicante           | Jácqueline Camarero Romera       | 21   | 1,71 m (5′ 7″)  | Elche                  |
| Almería            | Bella Santacruz Castillo         | 26   | 1,68 m (5′ 6″)  | Madrid                 |
| Asturias           | Patricia Alarcos Gallego         | 19   | 1,83 m (6′ 0″)  | Gijón                  |
| Badajoz            | Alicia Laura Rodríguez Espinoza  | 25   | 1,75 m (5′ 9″)  | Mérida                 |
| Barcelona          | Carla Moreno Requena             | 22   | 1,78 m (5′ 10″) | Barcelona              |
| Cáceres            | María del Pilar Magro Nogales    | 24   | 1,80 m (5′ 11″) | Trujillo               |
| Cádiz              | Silvia Puertas Tomillero         | 24   | 1,73 m (5′ 8″)  | Chipiona               |
| Castellón          | Anabel Marina Ruiz Pololouf      | 26   | 1,72 m (5′ 8″)  | Vinaroz                |
| Castilla-La Mancha | Sofía del Prado Prieto           | 22   | 1,81 m (5′ 11″) | Albacete               |
| Castilla y León    | María Mediavilla Panchón         | 19   | 1,74 m (5′ 9″)  | Zamora                 |
| Ceuta              | Fátima Santano Trinidad          | 24   | 1,76 m (5′ 9″)  | Ceuta                  |
| Córdoba            | Inmaculada de Lourdes Romero Naz | 21   | 1,75 m (5′ 9″)  | Palma del Río          |
| Gerona             | Nyuma Ceesay Ceesay              | 23   | 1,73 m (5′ 8″)  | Blanes                 |
| Granada            | María Altagracia Arcos Pareja    | 18   | 1,75 m (5′ 9″)  | Granada                |
| Guipúzcoa          | Sárah Loinaz Marjaní             | 19   | 1,72 m (5′ 8″)  | San Sebastián          |
| Huelva             | Bibiana Miranda Meléndez         | 22   | 1,75 m (5′ 9″)  | Huelva                 |
| Huesca             | Sonia Sejas Barcelona            | 19   | 1,70 m (5′ 7″)  | Barbastro              |
| Islas Baleares     | Yasmina Ruiz Flores              | 22   | 1,72 m (5′ 8″)  | Mercadal               |
| Jaén               | Anabel Flores Haro               | 19   | 1,70 m (5′ 7″)  | La Carolina            |
| La Coruña          | Nerea Martínez Martínez          | 25   | 1,79 m (5′ 10″) | Santiago de Compostela |
| La Rioja           | María Dolores Liberal Díaz       | 22   | 1,73 m (5′ 8″)  | Logroño                |
| Las Palmas         | Daira Santana Arbelo             | 18   | 1,74 m (5′ 9″)  | San Bartolomé          |
| Lérida             | Laura Millera Camps              | 23   | 1,72 m (5′ 8″)  | Balaguer               |
| Lugo               | Jéssica González Quintela        | 23   | 1,80 m (5′ 11″) | Vivero                 |
| Madrid             | Raquel Arias Jiménez             | 25   | 1,77 m (5′ 10″) | Alcobendas             |
| Málaga             | María José García García         | 17   | 1,75 m (5′ 9″)  | Málaga                 |
| Melilla            | Laura Gallardo López             | 22   | 1,74 m (5′ 9″)  | Melilla                |
| Murcia             | Claudia Almagro Rosell           | 23   | 1,72 m (5′ 8″)  | Murcia                 |
| Navarra            | Katya Wright Jiménez             | 25   | 1,73 m (5′ 8″)  | Pamplona               |
| Orense             | Nerea Iglesias Blanco            | 24   | 1,74 m (5′ 9″)  | Carballino             |
| Pontevedra         | Laura González Penela            | 21   | 1,70 m (5′ 7″)  | Vigo                   |
| Sevilla            | Candela Garrido Punta            | 20   | 1,83 m (6′ 0″)  | Sevilla                |
| Tarragona          | Anna Carolina Aznar Salvadó      | 22   | 1,72 m (5′ 8″)  | Cunit                  |
| Tenerife           | Ana Brenda Méndez Rodríguez      | 17   | 1,76 m (5′ 9″)  | Puntallana             |
| Teruel             | Nerea Moreno Cambero             | 21   | 1,74 m (5′ 9″)  | Zaragoza               |
| Valencia           | Verónica Morenos de Tena Andrés  | 18   | 1,76 m (5′ 9″)  | Valencia               |
| Vizcaya            | Estefanía Montoya Gutiérrez      | 19   | 1,75 m (5′ 9″)  | Bilbao                 |
| Zaragoza           | Nerea Núñez de la Cruz           | 22   | 1,77 m (5′ 10″) | Calatayud              |

## Datos acerca de las delegadas
- Algunas de las delegadas del Miss Universo España 2017 han participado, o participarán, en otros certámenes de importancia nacionales e internacionales:
  - Sofía del Prado (Castilla-La Mancha) ganó el Reina Hispanoamericana 2015 en Bolivia y fue segunda finalista de Miss Universo España 2015.

- Algunas de las delegadas nacieron o viven en otra provincia que representarán, o bien, tienen un origen étnico distinto:
  - Nyuma Ceesay (Gerona) nació en Gambia.

## Trivia
Después de varios años sin hacer castings o concursos provianciales, este año Miss Universo España ha seleccionado candidatas para la edición 2017 utilizando este método. A todas las comunidades autónomas se les dieron franquicias, pero tuvieron que seleccionaran sus candidatas de sus provincias (dentro de las comunidades). Las dos únicas comunidades que no llegaron a hacerlo fueron Castilla y León y Castilla-La Mancha porque estas dos comunidades obtuvieron sus franquiciadores a finales de agosto de este año y por razones de tiempo, eligieron una representante por cada comunidad. Sólo por este año, Castilla-La Mancha y Castilla y León han nombrado a Sofía del Prado Prieto y María Lucía Mediavilla Panchón como sus representante, respectivamente. Pero para el próximo año, la franquicia Miss Universo Castilla y León enviará representantes para las provincias de Ávila, Burgos, León, Palencia, Salamanca, Segovia, Soria, Valladolid y Zamora. Mientras la franquicia Miss Universo Castilla-La Mancha enviará representante de las provincias de Albacete, Ciudad Real, Cuenca, Guadalajara y Toledo.